# Kaple svatého Václava (Suchdol)
Kaple svatého Václava v Praze-Suchdole vznikla v roce 1755 (někdy uváděno 1765) zřejmě na místě zděné zvonice, kterou v roce 1704 nechal postavit suchdolský rychtář Martin Ježek na morovém hřbitově z roku 1680. Tehdy zde obec chtěla zřídit hřbitov trvalý, ale únětický farář nedal souhlas, protože roku 1698 vznikl v Uněticích nový hřbitov, kde byli pochováváni zemřelí i ze Suchdola. Po zrušení kaple v roce 1786 zpustla. V roce 1807 ji zakoupil suchdolský mlynář Karel Trojan, dal ji opravit a znovu vysvětit.
Jednoduchá stavba v barokním slohu má obdélníkový půdorys s odsazeným půlkruhovým zakončením na východní straně. Do kaple se vstupuje od západu zaklenutou novogotickou předsíňkou, střecha je na západní straně zakončena zvoničkou. Kaple má plochý strop. Po dlouhá léta byla ve správě Emauzského kláštera. Kaple byla vysvěcena a hřbitov upraven pro pohřbívání řeholníků. Roku 1819 zde byl pohřben opat emauzského kláštera Leopold Žalda a v letech 1836–1840 čtyři řeholníci. Klášter poté získal místo k pohřbívání v Praze a hřbitov opět zpustl a roku 1850 byl zrušen. V letech 1890 a 1907 byla kaple nákladem emauzských benediktinů opravena. Klášter v kapli obstarával pravidelně bohoslužby až do vyhnání benediktinů z tohoto kláštera gestapem v roce 1942.  
Během první i druhé světové války kaple opakovaně přišla o svůj zvon. V roce 1947, na svátek sv. Václava, byl nový zvon pověšen a vysvěcen tehdejším pražským arcibiskupem Janem Beranem.
V roce 2020 byla kaple svěřena z hl. m. Prahy do správy městské části Praha-Suchdol a na podzim téhož roku byla zahájena její rekonstrukce. Během dvou let byla provedena oprava poničené nosné konstrukce krovů a stropu kaple, vyměněna střešní krytina a opravena fasáda. V rámci rekonstrukce provedl pan Petr R. Manoušek ze Zvonařství Manoušek ve Zbraslavi opravu zvonu, který má ladění c3, spodní průměr 360 mm a který byl v roce 1947 vyroben v První moravské zvonárně v Brně, kterou vlastnil jeho děd.
V rámci vstupního restaurátorského průzkumu objevil ak. mal. Tomáš Rafl na stěnách kaple původní freskové malby světců a iluzorní architektury. V bočních nikách jsou vyobrazeni sv. Benedikt a sv. Prokop a v apsidě Boleslav a sv. Václav, fresky byly později doplněny postavami sv. Ludmily a sv. Nepomuka a andílků.
Kaple sv. Václava nyní slouží jako obřadní síň ke svatebním, bohoslužebným a smutečním obřadům a dále jako prostor k pořádání koncertů, výstav a podobných kulturních akcí. Kromě kaple je součástí areálu Zahrad se hřbitovem ještě Suchdolský sad a nový Suchdolský hřbitov.